# Hybride remontant

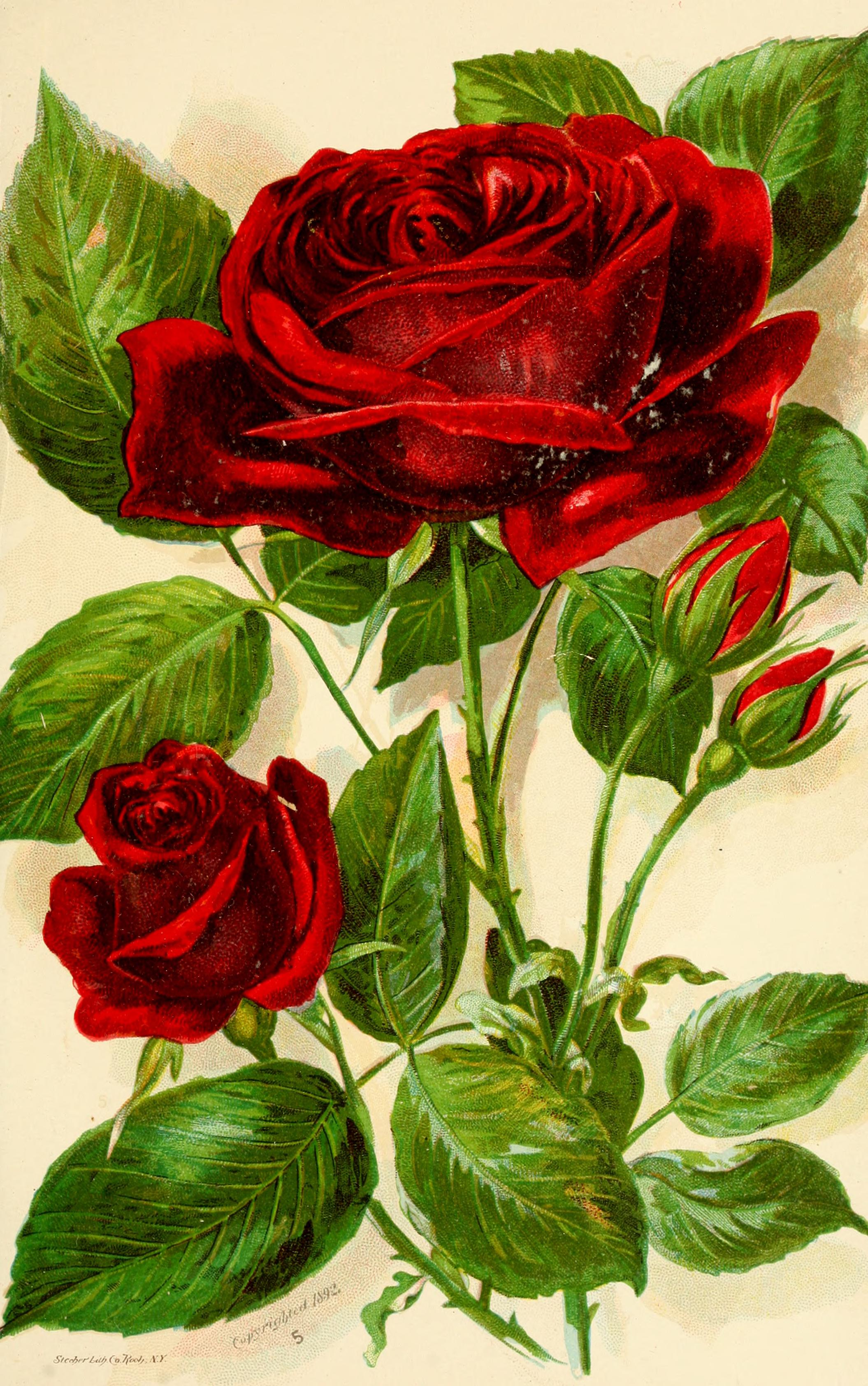
Rose 'Général Jacqueminot' (1853), in Jenkins, Roses and rose culture (1892).

Les rosiers  hybrides remontants, appelés aussi hybrides perpétuels, font partie des premiers rosiers créés en Europe dans le but d'améliorer leur remontance (c'est-à-dire les faire fleurir de façon répétée au cours d'une même année). Les rosiers de Portland, de Noisette et rosier thé avaient lancé cette tendance dès le début du XIXe siècle.
Les hybrides remontants ont tous été créés par des rosiéristes entre 1837 et 1900 et ont constitué la transition entre les roses anciennes et les roses modernes. Ils ont fait l’objet de nombreuses expositions à l’époque victorienne.
Jean Laffay fut, avec William Paul, un des rosiéristes phares de cette époque. Il crée en 1843 l'hybride remontant 'Rose de la Reine' (ou 'La Reine') considéré alors comme une des roses les plus parfaites puis 32 autres cultivars d'hybrides remontants. Avec la rose 'Baronne Prévost' de Desprez, c'est 'La Reine' qui lance la mode des hybrides remontants dans les années 1840.
Parmi les rosiéristes ayant contribué à la création des hybrides remontants, on peut aussi citer notamment le Rouennais Philbert Boutigny, François Fontaine, Louis-Xavier Granger, Guillot fils, Hippolyte Jamain, François Lacharme, Antoine Levet, Louis Lévêque, Jean Liabaud, Jacques Margottin, Moreau et Robert, Pierre Bernède, Eugène et Victor Verdier.

## Contexte
La création des hybrides remontants est liée à la recherche d'une remontance des rosiers que ce soit en Angleterre, en France et aux États-Unis.
Sous le Second Empire puis sous la Troisième République, l'art des jardins bat son plein. Les hybrides remontants sont des rosiers exigeants, demandant des soins, mais les aristocrates et les bourgeois de l'époque pouvaient consacrer du temps à leur entretien grâce aux jardiniers qu'ils employaient.

## Origine

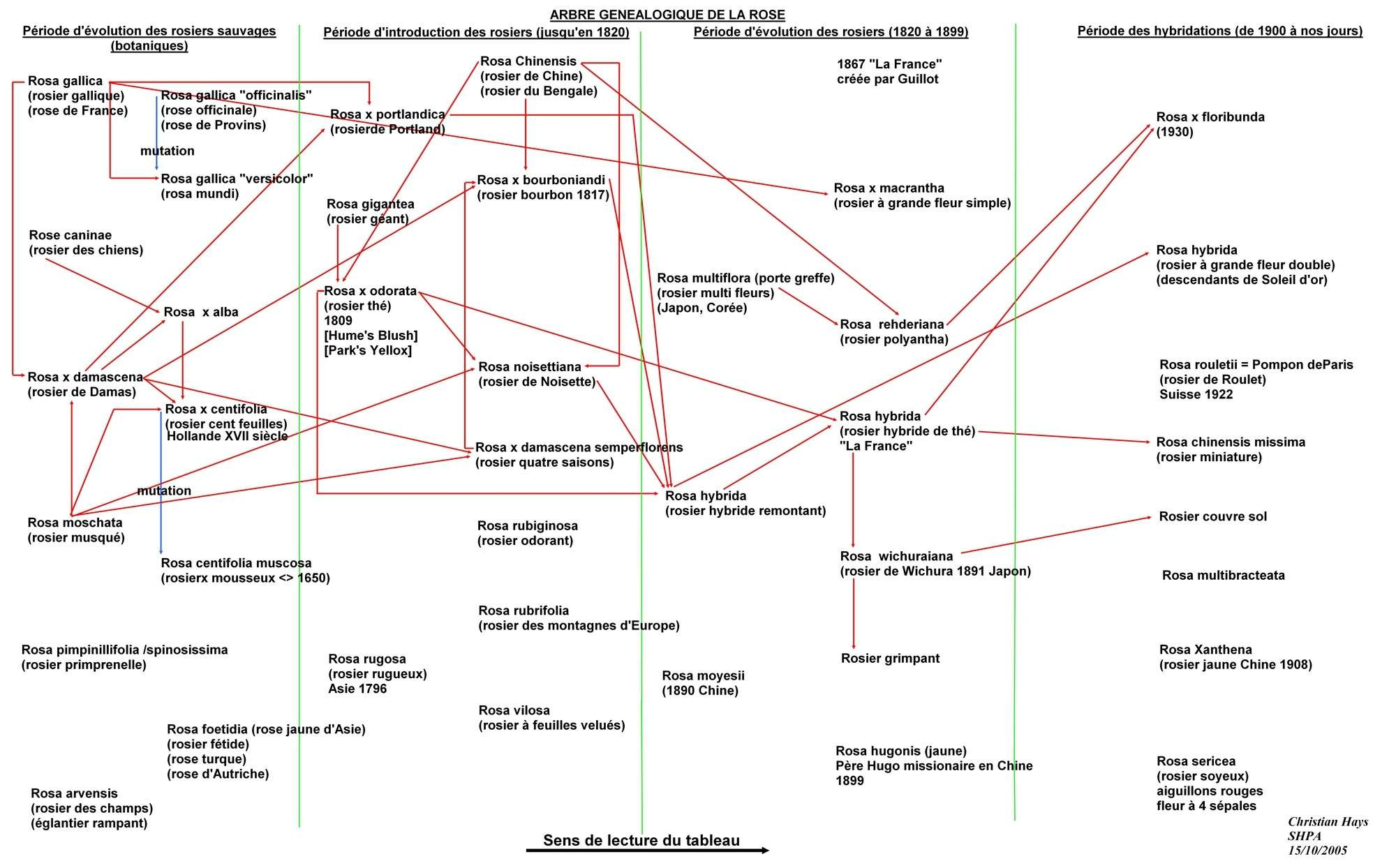
Généalogie des différentes espèces de rosiers.

Les hybrides remontants sont issus de multiples croisements entre notamment rosiers de Portland (qui sont eux-mêmes des rosiers de Damas nains remontants), croisés deux fois avec des rosiers dont la remontance provient de Rosa chinensis.
Dans une moindre mesure, certains rosiers galliques, rosiers à cent feuilles, rosiers Bourbon et rosiers thé ont aussi été utilisés directement ou indirectement pour créer des hybrides remontants qui peuvent aussi être issus du croisement entre hybrides remontants préexistants.

## Description

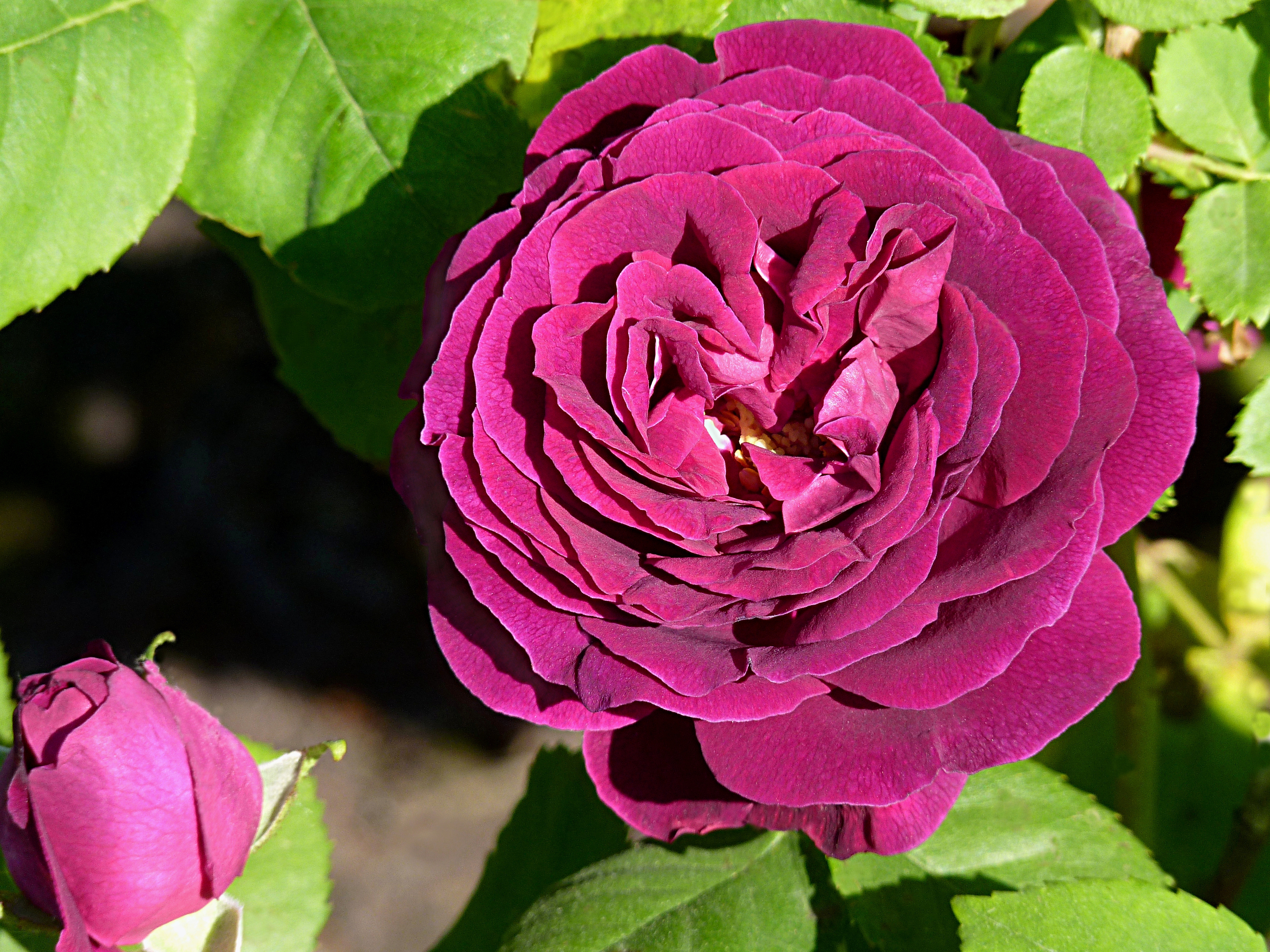
'Souvenir du Docteur Jamain' (1865)

Les hybrides remontants peuvent être de couleur blanc pur, rose, cramoisi, pourpre, et aussi bicolores, mais leurs nuances sont souvent moins riches et variées que celles des rosiers galliques. Ils sont pour la plupart agréablement parfumés et forment des buissons d’environ 100 cm à 180 cm.
Sauf une exception (un grimpant, 'Albert La Blotais' à fleurs pourpres), ce sont tous des buissons souvent désordonnés et rustiques, mais très sensibles aux maladies cryptogamiques par temps humide.
On reproche souvent aux hybrides perpétuels d'être de simples « machines à roses » plutôt que d'harmonieux arbustes de jardin bien proportionnés. À l'époque victorienne, les rosiéristes s'attachaient principalement à l'aspect de la fleur. Ainsi, les hybrides perpétuels sont souvent tentaculaires, à longues tiges tombant au sol avec une production de fleurs limitée aux extrémités de pousses longues. Pour éviter cela, il est nécessaire de les tailler régulièrement et d'arquer les longues cannes vers le sol pour encourager la pousse des bourgeons latéraux et donc des fleurs mieux réparties sur le plant.

## Variétés

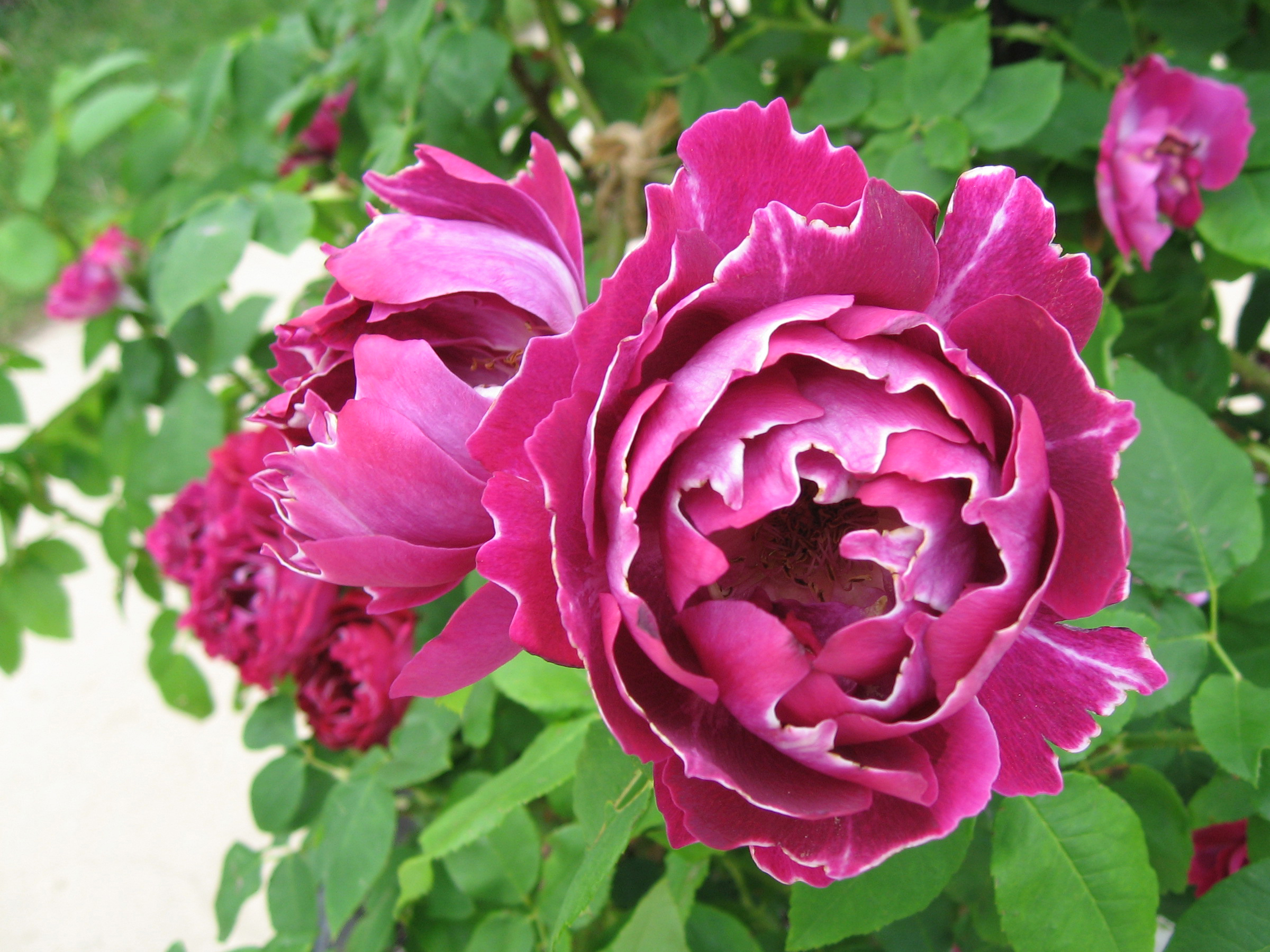
'Baron Girod de l'Ain', Reverchon 1897

Il en a existé des milliers qui ont presque toutes disparu, en partie à cause de leur fort caractère mutant et d'une remontance finalement le plus souvent assez faible (malgré leur nom). Peu ont une floraison continuelle, mais toutes remontent de façon plus ou moins régulière. Celles historiques, ou encore cultivées sont peu nombreuses :
- 'Duchesse de Sutherland' (Laffay - 1839)
- 'Baronne Prévost' à grandes fleurs roses (Desprez - 1842).
- 'La Reine' (Laffay - 1843)
- 'Général Jacqueminot' (Roussel - 1853), un semis de 'Gloire des Rosomanes' fécondé par 'Géant des Batailles' (hybride remontant presque disparu) qui a donné naissance à 'Horace Vernet' (Guillot fils - 1866) et à de nombreuses autres variétés.
- 'Triomphe de l'Exposition' (Margottin - 1855) aux fleurs plates très doubles cramoisies, qui a donné 'Capitaine Jouen' (Boutigny - 1900).
- 'Duchesse de Brabant' (Bernède - 1857), rose pâle fortement parfumée.
- 'Empereur du Maroc' (Bertrand Guinoisseau-Flon - 1858). autre semis de 'Géant des Batailles', le premier vrai rosier rouge cramoisi sans reflets pourpre, en fleurs de 6 cm, plates aux pétales tuyautés, odorantes.
- 'Reine des Violettes' (Mille-Mallet - 1860), semis de 'Pie IX' à fleurs pourpre foncé, odorantes, à pétales enroulés comme les roses galliques.
- 'Madame Victor Verdier' (Verdier - 1863)[4], aux fleurs rouge cerise évoluant vers le carmin.
- 'Souvenir du Docteur Jamain' (Lacharme - 1865), rouge cramoisi avec des fleurs de 8 cm, il s'en dégage un subtil parfum.
- 'Baronne Adolphe de Rothschild' (Pernet père - 1868), rose foncé, son sport 'Merveille de Lyon' (Pernet père - 1882) aux fleurs en coupe blanches, et son sport 'Spencer' à fleurs globuleuses roses.
- 'Maurice Lepelletier' (Moreau & Robert - 1868), fleurs bordeaux.
- 'Ferdinand de Lesseps' (Verdier - 1869), pourpre aux reflets magenta.
- 'Baronne de Prailly' (Liabaud - 1871), aux fleurs rose foncé.
- 'Eugène Fürst' (Soupert & Notting - 1875), aux fleurs rouge cramoisi.
- 'James Bougault' (Renault - 1887), aux fleurs blanches légèrement nuancées de rose.
- 'Baron Girod de l'Ain' (Reverchon - 1897), aux fleurs doubles à bords ondulés cramoisi.
- 'Frau Karl Druschki' ou 'Reine des Neiges' (Lambert - 1901), aux fleurs doubles d'un blanc très pur qui a donné naissance entre autres à 'Commandeur Jules Gravereaux' (Croibier, 1906) aux fleurs d'un rouge écarlate.

### Parfum
- 'Slater’s Crimson' est probablement le plus typique. 'Duchesse de Galliera' est fortement parfumé.
- 'Hugh Dickson', 'Ulrich Brunner' et 'Baron Girod de l'Ain' sont modérément parfumés, mais évoquent une légère odeur de feuilles fraîches.
- Le parfum du magnifique 'Georg Arends' se rapproche des rosiers Bourbon, tandis que 'Reine des Violettes' et 'Souvenir du Dr Jamain' exhalent un parfum de rose ancienne, typique des roses galliques et des roses de Damas.
- 'Ferdinand Pichard' a un parfum apparenté aux roses de Damas.